# Оденвальд (район)
Оденвальд (нім. Odenwaldkreis) — район в Німеччині, в складі адміністративного округу Дармштадт, на південно-східній частині землі Гессен. Адміністративний центр — місто Ербах, яке разом із сусіднім містом Міхельштадт утворює центральну місцевість у даному районі.

## Населення
Населення району становить 96 754 осіб (станом на 31 грудня 2020). Оденвальд вважається найменш заселеним районом округу.

## Адміністративний поділ
Район поділяється на 11 громад (нім. Gemeinden) та 5 міст (нім. Städte):
| Міста (населення)                                                                                       | Громади (населення) |
| --- | --- |
| 1. Бад-Кеніг (9.861) 2. Бройберг (7.584) 3. Ербах (13.818) 4. Міхельштадт (16.078) 5. Oберцент (10.198) | 1. Беєрфельден (3.508) 2. Бренсбах (4.993) 3. Бромбахталь (3.501) 4. Гессенек (692) 5. Гекст-ім-Оденвальд (10.165) 6. Зенсбахталь (944) 7. Лютцельбах (6.831) 8. Моссауталь (2.399) 9. Райхельсгайм (8.437) 10. Ротенберг (861) 11. Френкіш-Крумбах (3.088) |

Дані про населення наведені станом на 31 грудня 2020.